# Mario Zatelli
Mario Zatelli (Sétif, Argelia, 21 de diciembre de 1912 - 7 de enero de 2004) fue un futbolista y entrenador francés, de origen italiano. Jugó de delantero.

## Trayectoria
Él jugó sobre todo en la década de 1930 para el Olympique de Marsella (como delantero centro), y fue entrenador más tarde del mismo equipo en tres ocasiones entre 1964 y 1974, especialmente durante la liga y la copa en 1972.
En una ocasión llevaba la camiseta de la Selección de fútbol de Francia en 1939, contra la Selección de fútbol de Polonia (4-0), en la que anotó un gol.
En 1964, Mario Zatelli se llama el entrenador del club, después de haber evolucionado como jugador en la década de 1930. En su historial como entrenador, tiene un rebote en la primera división en 1966, una Copa de Francia en 1969, campeón de Francia en 1971 y un doble del campeonato y la copa en 1972, que se obtiene incluyendo el dúo de ataque Roger Magnusson y Josip Skoblar. Su carrera como entrenador en el club no estaba muy tranquilo, el presidente que contrató a Marcel Leclerc dio las gracias a tres veces hasta 1973. Con Zatelli, OM, escribió una de las más bellas páginas de su historia.

## Selección nacional
Fue internacional con la Selección de fútbol de Francia, jugó 1 partido internacional y anotó 1 gol.

## Clubes como jugador
| Club                  | País      | Año       |
| --------------------- | --------- | --------- |
| USM de Casablanca     | Marruecos | 1929-1935 |
| Olympique de Marsella | Francia   | 1935-1938 |
| RC Paris              | Francia   | 1938-1939 |
| Toulouse FC           | Francia   | 1940-1943 |
| Olympique de Marsella | Francia   | 1943-1948 |

## Clubes como entrenador
| Club                  | País    | Año       |
| --------------------- | ------- | --------- |
| Olympique de Niza     | Francia | 1952-1953 |
| AS Nancy              | Francia | 1959-1964 |
| Olympique de Marsella | Francia | 1964-1966 |
| Olympique de Marsella | Francia | 1968-1970 |
| Olympique de Marsella | Francia | 1972      |
| Olympique de Marsella | Francia | 1973      |

## Palmarés como jugador

### Campeonatos nacionales
| Título                  | Club                  | País      | Año  |
| ----------------------- | --------------------- | --------- | ---- |
| Liga marroquí de fútbol | USM de Casablanca     | Marruecos | 1932 |
| Liga marroquí de fútbol | USM de Casablanca     | Marruecos | 1933 |
| Liga marroquí de fútbol | USM de Casablanca     | Marruecos | 1934 |
| Liga marroquí de fútbol | USM de Casablanca     | Marruecos | 1935 |
| Ligue 1                 | Olympique de Marsella | Francia   | 1937 |
| Copa de Francia         | Olympique de Marsella | Francia   | 1938 |
| Ligue 1                 | Olympique de Marsella | Francia   | 1948 |

## Palmarés como entrenador

### Campeonatos nacionales
| Título          | Club                  | País    | Año  |
| --------------- | --------------------- | ------- | ---- |
| Copa de Francia | Olympique de Marsella | Francia | 1969 |
| Ligue 1         | Olympique de Marsella | Francia | 1972 |
| Copa de Francia | Olympique de Marsella | Francia | 1972 |